# Omota
Omota este o localitate din comuna Semič, Slovenia, cu o populație de 45 de locuitori.